# San José de la Montaña
San José de la Montaña est une municipalité située dans le département d'Antioquia, en Colombie.